# Drakewalls
Drakewalls – wieś w Anglii, w Kornwalii. Leży 104 km na północny wschód od miasta Penzance i 308 km na zachód od Londynu.